# Kontinuum (groupe)
Pour les articles homonymes, voir Kontinuum.
Kontinuum est un groupe islandais de rock alternatif, originaire de Reykjavik. Il est composé de Birgir Thorgeirsson, Engilbert Hauksson, Ingi Þór Pálsson, Erik Quick et Thorlakur Thor Gudmundsson.

## Histoire
Le groupe est formé en 2001 à Reykjavik. Il évolue d'abord sous le nom de Pornea, jouant du death-doom, qui ne compte qu'une démo intitulée Burned and Battered sortie en 2001, avant de changer pour Kontinuum en 2010. En mai 2012, Kontinuum signe un accord de distribution avec le label Candlelight Records. Dès lors, il commence à enregistrer des morceaux pour son premier album, Earth Blood Magic, sorti en 2012, acclamé par la presse spécialisée,,,,, et sélectionné album de rock islandais de l'année par le journal Morgunblaðið.
Kontinuum sort son deuxième album, Kyrr, en avril 2015, également chez Candlelight. En 2016, le groupe annonce sa signature avec le label Season of Mist, et prévoit la sortie d'un nouvel album courant 2017. Finalement, le troisième album du groupe, No Need to Reason, sort le 6 juillet 2018. En avril 2022, le groupe lance un nouveau single intitulé Hafið Logar.

## Style musical
Le style musical du groupe est principalement qualifié de rock ambient par la presse anglophone.

## Membres

### Membres actuels
- Birgir Þorgeirsson — chant
- Engilbert Hauksson — basse
- Ingi Þór Pálsson — guitare
- Erik Quick — batterie
- Þorlákur Þór Guðmundsson — guitare

### Anciens membres
- Kristján Einar Guðmundsson — batterie
- Kristján B. Heiðarsson — batterie

## Discographie

### Albums studio
- 2012 : Earth Blood Magic
- 2015 : Kyrr
- 2018 : No Need to Reason

### Singles
- 2012 : Steinrunninn Skógur
- 2012 : Moonshine
- 2014 : Í Huldusal
- 2014 : Breathe
- 2018 : Two Moons
- 2020 : Shivers
- 2021 : Hjartavél
- 2022 : Hafið Logar